# Aglomeracje w Polsce
Poniższa lista przestawia większe spośród aglomeracji miejskich w Polsce. Według najnowszych źródeł, najludniejszą aglomerację miejską w Polsce posiada Warszawa przed Katowicami (konurbacja górnośląska), następnie Trójmiasto, Łódź, Kraków oraz Poznań.
Liczba mieszkańców aglomeracji w Polsce według różnych źródeł:
| Aglomeracja          | Główne miasto/miasta        | Ludność aglomeracji | Ludność aglomeracji |
| Aglomeracja          | Główne miasto/miasta        | Demographia (2023)  | ONZ (2000)          |
| -------------------- | --------------------------- | ------------------- | ------------------- |
| warszawska           | Warszawa                    | 2028000             | 2194000             |
| górnośląska          | Katowice                    | 1903000             | 3069000             |
| trójmiejska          | Gdańsk, Gdynia, Sopot       | 874000              | 854000              |
| łódzka               | Łódź                        | 798000              | 974000              |
| krakowska            | Kraków                      | 744000              | 818000              |
| poznańska            | Poznań                      | 680000              | b/d                 |
| wrocławska           | Wrocław                     | 635000              | b/d                 |
| bydgosko-toruńska    | Bydgoszcz, Toruń            | b/d                 | b/d                 |
| rybnicko-jastrzębska | Rybnik, Jastrzębie-Zdrój    | b/d                 | b/d                 |
| szczecińska          | Szczecin                    | b/d                 | b/d                 |
| bielska              | Bielsko-Biała               | b/d                 | b/d                 |
| lubelska             | Lublin                      | b/d                 | b/d                 |
| białostocka          | Białystok                   | b/d                 | b/d                 |
| częstochowska        | Częstochowa                 | b/d                 | b/d                 |
| kielecka             | Kielce                      | b/d                 | b/d                 |
| rzeszowska           | Rzeszów                     | b/d                 | b/d                 |
| radomska             | Radom                       | b/d                 | b/d                 |
| opolska              | Opole                       | b/d                 | b/d                 |
| tarnowska            | Tarnów                      | b/d                 | b/d                 |
| wałbrzyska           | Wałbrzych                   | b/d                 | b/d                 |
| olsztyńska           | Olsztyn                     | b/d                 | b/d                 |
| płocka               | Płock                       | b/d                 | b/d                 |
| zielonogórska        | Zielona Góra                | b/d                 | b/d                 |
| gorzowska            | Gorzów Wielkopolski         | b/d                 | b/d                 |
| koszalińska          | Koszalin                    | b/d                 | b/d                 |
| konińska             | Konin                       | b/d                 | b/d                 |
| kalisko-ostrowska    | Kalisz, Ostrów Wielkopolski | b/d                 | b/d                 |
| nowosądecka          | Nowy Sącz                   | b/d                 | b/d                 |
| słupska              | Słupsk                      | b/d                 | b/d                 |